# Nelson (Nový Zéland)

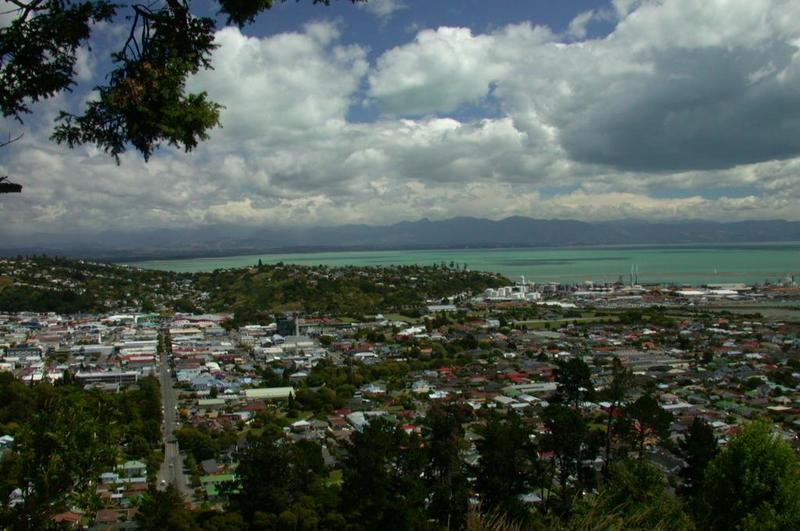
Nelson

Nelson je město ležící na východním pobřeží zálivu Tasman Bay na Novém Zélandu. Bylo založeno v roce 1841 a pojmenováno na počest britského viceadmirála Horatia Nelsona, který porazil španělskou a francouzskou flotu v bitvě o Trafalgar roku 1805. Má asi 45 000 obyvatel.

## Osobnosti města
- Ernest Rutherford (1871 – 1937), fyzik
- Denny Hulme (1936 – 1992), pilot Formule 1, mistr světa

## Partnerská města
- Eureka, Spojené státy americké
- Chuang-š', Čína
- Mijazu , Japonsko